# Không gian afin

Các đoạn thẳng trong không gian afin 2 chiều.

Trong toán học, không gian afin (hoặc không gian aphin) là một cấu trúc hình học tổng quát tính chất của các đường thẳng song song trong không gian Euclide. Trong không gian afin, không định nghĩa một điểm đặc biệt nào làm gốc. Do đó, không vector nào có gốc cố định và không vector nào có thể liên kết được duy nhất với một điểm. Thay vào đó, các nhà toán học định nghĩa các vector nối giữa hai điểm trong không gian afin. Vì vậy, khi trừ hai điểm của không gian sẽ cho một vectơ, nhưng sẽ không có nghĩa khi cộng hai điểm trong không gian afin. Tương tự, có thể cộng một vectơ với một điểm trong không gian, kết quả thu được là một điểm mới tịnh tiến dọc theo vectơ từ điểm bắt đầu của vectơ.
Ví dụ của một không gian afin là một không gian con tuyến tính của một không gian vectơ được hiểu nằm xa từ gốc. Trong không gian số chiều hữu hạn, một không gian con afin tương ứng với tập hợp nghiệm của một hệ phương trình tuyến tính không thuần nhất. Vectơ chuyển dời cho không gian affine trong tập hợp nghiệm của hệ tuyến tính thuần nhất là một không gian con tuyến tính. Ngược lại, không gian con tuyến tính luôn luôn bao gồm điểm gốc của không gian vectơ.
Không gian afin có ít cấu trúc hơn so với không gian Euclide, nó không có tích trong (hay tích vô hướng) và do vậy không có cách nào để đo góc hay khoảng cách giữa hai vectơ.

## Miêu tả sơ lược
Mô tả sau giúp hiểu dễ dàng hơn so với định nghĩa hình thức thường gặp: một không gian afin là những gì còn lại của một không gian vectơ sau khi đã quên điểm nào là điểm gốc (hoặc trong lời của nhà toán học người Pháp Macel Berger, "Một không gian afin không khác gì một không gian vector ngoại gốc mà chúng ta đang cố gắng quên đi, bởi sự thêm vào các tịnh tiến cho các ánh xạ tuyến tính"). Tưởng tượng hai nhân vật Alice và Bob; Alice biết điểm nào là điểm gốc thật, nhưng Bob lại tin rằng một điểm khác — điểm p — là điểm gốc. Ta thêm vào hai vectơ a và b. Bob vẽ một mũi tên từ điểm p song song và có độ lớn bằng vectơ a và một mũi tên khác từ điểm p song song và có độ lớn bằng vectơ b, hai mũi tên tạo thành hình bình hành mà Bob nghĩ rằng đường chéo của nó là kết quả của a + b, nhưng Alice biết rằng anh thực sự đã tính
p + (a − p) + (b − p).
Tương tự, Alice và Bob có thể tính được tổ hợp tuyến tính bất kỳ của a và b, hoặc của một tập hữu hạn các vectơ và nói chung sẽ nhận được các kết quả khác nhau. Tuy nhiên, nếu tổng các hệ số trong tổ hợp tuyến tính bằng 1, thì Alice và Bob thu được kết quả như nhau.
Nếu Bob tính tổ hợp 
λa + (1 − λ)b
thì Alice cũng thu được
p + λ(a − p) + (1 − λ)(b − p) = λa + (1 − λ)b.
Và mọi hệ số có tổng λ + (1 − λ) = 1, Alice và Bob miêu tả cùng điểm với cùng tổ hợp tuyến tính nhưng với điểm gốc khác nhau.
Khi Alice biết "cấu trúc tuyến tính", thì cả Alice và Bob đều biết "cấu trúc afin"—tức là giá trị của tổ hợp afin, định nghĩa như là tổ hợp tuyến tính có tổng các hệ số bằng 1. Một tập hợp có cấu trúc afin là một không gian afin.

## Định nghĩa
Không gian afin là một bộ {\displaystyle (A,V)} gồm một tập hợp không rỗng A, một không gian vectơ {\displaystyle V} trên trường {\displaystyle \mathbb {F} } và phép toán tác dụng nhóm tự cho và chuyển tiếp của {\displaystyle V} (với phép cộng vectơ như là tác dụng nhóm) trên {\displaystyle A} (tức không gian afin là không gian thuần nhất chính cho tác dụng của V.)
Cụ thể, không gian afin là tập hợp điểm A cùng với ánh xạ
{\displaystyle l\colon V\times A\to A,\;(\mathbf {v} ,a)\mapsto \mathbf {v} +a}
với những tính chất sau:
1. Tồn tại phần tử đồng nhất trái
{\displaystyle \forall a\in A,\;\mathbf {0} +a=a}
2. Tính kết hợp
{\displaystyle \forall \mathbf {v} ,\mathbf {w} \in V,\forall a\in A,\;\mathbf {v} +(\mathbf {w} +a)=(\mathbf {v} +\mathbf {w} )+a}
3. Tính duy nhất
{\displaystyle \forall b\in A,} tồn tại duy nhất một vectơ {\displaystyle \mathbf {v} \in V,} sao cho {\displaystyle b=a+\mathbf {v} } hay ánh xạ {\displaystyle \ V\to A\colon \mathbf {v} \mapsto \mathbf {v} +a\quad } là song ánh.

(do V là nhóm Abel, nên không có sự khác nhau giữa tác dụng bên phải hay bên trái, vì vậy có thể đặt vectơ ở bên phải.)
Bằng cách chọn một gốc, o, ta có thể đồng nhất A với V, biến A thành không gian vectơ. Ngược lại, bất kỳ không gian vectơ V là một không gian afin trên chính nó.

### Phép trừ và tiên đề Weyl
Tính duy nhất đảm bảo xác định phép trừ giữa hai phần tử bất kỳ của A, tạo thành một vectơ trong V:
{\displaystyle a\,-\,b\;} là vectơ duy nhất trong V sao cho {\displaystyle \left(a\,-\,b\right)\,+\,b\;=\;a}.
Ta có thể định nghĩa một cách tương đương không gian afin là tập hợp điểm A cùng với một không gian vectơ V, và ánh xạ trừ 
{\displaystyle \operatorname {\phi } :\;A\,\times \,A\;\to \;V,\;\left(a,\,b\right)\,\mapsto \,b\,-\,a\;\equiv \;{\overrightarrow {ab}}}
với những tính chất sau đây:
1. {\displaystyle \forall p\,\in \,A,\;\forall \mathbf {v} \,\in \,V} tồn tại duy nhất điểm {\displaystyle q\,\in \,A} sao cho {\displaystyle q\,-\,p\;=\;\mathbf {v} } và
2. {\displaystyle \forall p,\,q,\,r\,\in \,A,\;(q\,-\,p)\,+\,(r\,-\,q)\;=\;r\,-\,p}.

Hai tính chất này được gọi là tiên đề Weyl.

### Tổ hợp afin
Khi chọn gốc o bất kỳ, với hai điểm a, b trong A và đại lượng vô hướng λ, tồn tại duy nhất phần tử trong A ký hiệu bằng {\displaystyle \lambda a+(1-\lambda )b} sao cho
{\displaystyle (\lambda a+(1-\lambda )b)-o=\lambda (a-o)+(1-\lambda )(b-o).}
Có thể chỉ ra được phần tử này là độc lập với cách chọn gốc o. Ngoài tổ hợp tuyến tính sao cho tổng các hệ số bằng 1, các tổ hợp tuyến tính khác của các điểm không có ý nghĩa gì trong không gian afin.

## Ví dụ
- Khi tìm kết quả của phép cộng 4 + 3 hay phép trừ 4 - 2 bằng cách đếm số bên phải hay bên trái của trục số, thì trục số được coi là không gian afin một chiều.
- Bất kỳ lớp lân cận của không gian con V của một không gian vectơ là không gian afin trên không gian con đó.
- Nếu T là một ma trận và b nằm ở một trong các cột của nó, tập hợp nghiệm của phương trình T x = b là một không gian afin trên không gian con của các nghiệm của hệ T x = 0.
- Nghiệm của một phương trình vi phân tuyến tính không thuần nhất tạo thành một không gian afin trên các nghiệm tương ứng của phương trình tuyến tính thuần nhất.
- Tổng quát hóa các ví dụ trên, nếu T: V → W là một ánh xạ tuyến tính và y thuộc ảnh của nó, thì tập nghiệm x ∈ V của phương trình T x = y là lớp lân cận của nhân T , và do đó là không gian afin trên Ker T .

## Không gian con afin
Một không gian con afin (đôi khi gọi là đa tạp tuyến tính) của không gian vectơ V là một tập con đóng của tổ hợp afin các vectơ trong không gian. Ví dụ tập hợp
{\displaystyle A={\Bigl \{}\sum _{i}^{N}\alpha _{i}\mathbf {v} _{i}{\Big |}\sum _{i}^{N}\alpha _{i}=1{\Bigr \}}}
là không gian afin, với {\displaystyle \scriptstyle \{\mathbf {v} _{i}\}_{i\in I}} là họ các vectơ trong V; không gian này gọi là mở rộng afin của những điểm này. Để chứng tỏ nó quả thực là không gian afin, nhận thấy rằng tập này mang tác dụng chuyển tiếp của không gian con vectơ W của V
{\displaystyle W={\Bigl \{}\sum _{i}^{N}\beta _{i}\mathbf {v} _{i}{\Big |}\sum _{i}^{N}\beta _{i}=0{\Bigr \}}.}
Không gian con afin này có thể miêu tả một cách tương đương như là lớp lân cận của W-tác dụng
{\displaystyle S=\mathbf {p} +W,\,}
với p là phần tử bất kỳ của A, hay là tập lớp tương đương của ánh xạ thương V → V/W. Cách chọn p cho ra một điểm cơ sở của A và một đồng nhất của W với A, nhưng không có cách chọn tự nhiên, hoặc đồng nhất tự nhiên của W với A.
Phép biến đổi tuyến tính là một hàm bảo tồn mọi tổ hợp tuyến tính; và phép biến đổi afin là một hàm bảo tồn mọi tổ hợp afin. Một không gian con tuyến tính là một không gian con afin chứa gốc, hay một cách tương đương, đó là một không gian con đóng dưới tổ hợp tuyến tính.
Ví dụ, trong {\displaystyle \scriptstyle {\mathbb {R} ^{3}}}, gốc tọa độ, đường thẳng, mặt phẳng đi qua gốc và toàn bộ không gian là không gian con tuyến tính, trong khi các điểm, đường thẳng và mặt phẳng nói chung và toàn bộ không gian là không gian con afin.

## Tổ hợp afin và phụ thuộc afin
Tổ hợp afin là một tổ hợp tuyến tính của các hệ số có tổng bằng 1. Giống như định nghĩa của tập các vectơ độc lập tuyến tính nếu không một vectơ nào trong số đó là tổ hợp tuyến tính của các vectơ còn lại, do vậy chúng là độc lập afin nếu không một vec tơ nào là tổ hợp afin của các vectơ còn lại. Tập hợp các tổ hợp tuyến tính của một tập các vectơ là "mở rộng tuyến tính" của chúng và luôn luôn là không gian con tuyến tính; tập hợp mọi tổ hợp afin là "mở rộng afin" của chúng và luôn luôn là không gian con afin. Ví dụ, mở rộng afin của tập chứa 2 điểm là đường thẳng nối hai điểm; mở rộng afin của tập chứa ba điểm không cùng nằm trên một đường thẳng là mặt phẳng chứa ba điểm đó.
Hệ vectơ
v1, v2, …, vn
là phụ thuộc tuyến tính nếu tồn tại một vô hướng a1, a2, …, an, mà tất cả không đều bằng 0, và thỏa mãn

| a1v1 + a2v2 + ⋯ + anvn = 0 | \| \| \| \| \| \| \| \| | (1) |
|                            |                         |     |
|                            |                         |     |
Tương tự chúng là phụ thuộc afin nếu tồn tại vô hướng sao cho:
{\displaystyle \sum _{i=1}^{n}a_{i}=0}
một điều kiện đảm bảo rằng (1) có ý nghĩa như là một vectơ dịch chuyển.

## Đối tượng hình học miêu tả bằng điểm và vectơ
Trong không gian afin, các đối tượng hình học có cách miêu tả khác nhau (mặc dù có liên hệ với nhau) dựa trên các điểm (phần tử của A) và vectơ (phần tử của V ). Cách miêu tả vectơ coi đối tượng hình học qua phép biến đổi tịnh tiến là như nhau.
| Đối tượng hình học             | Điểm                                                    | Vectơ |
| ------------------------------ | ------------------------------------------------------- | --- |
| Một điểm                       | Một điểm P                                              | không (không gian vectơ không) |
| Đường thẳng (1-không gian con) | Được xác định bởi 2 điểm                                | Một vectơ khác 0 nhân với một vô hướng khác 0 |
| Đoạn thẳng                     | Hai điểm độc lập: P, Q                                  | Một vectơ {\displaystyle {\overrightarrow {PQ}}} hoặc hai vectơ phụ thuộc {\displaystyle {\overrightarrow {PQ}}} và {\displaystyle {\overrightarrow {QP}}}                                                                                 |
| Mặt phẳng (2-không gian con)   | Xác định bởi 3 điểm không nằm trên cùng một đường thẳng | Không gian con tuyến tính 2 chiều, được xác định từ 2 vectơ độc lập tuyến tính |
| Tam giác                       | Ba điểm (độc lập): △P Q R                               | Ba vectơ có liên hệ với nhau {\displaystyle {\overrightarrow {PR}}={\overrightarrow {PQ}}+{\overrightarrow {PQ}}}, hay {\displaystyle {\overrightarrow {PQ}}+{\overrightarrow {QR}}+{\overrightarrow {RP}}=0}, hoặc chỉ là 2 vectơ độc lập |
| Hình bình hành                 | Bốn điểm: ▱P Q R S hoặc điểm thứ tư xác định bởi 3 điểm | Hai vectơ độc lập: {\displaystyle {\overrightarrow {PQ}}={\overrightarrow {SR}}} {\displaystyle {\overrightarrow {PS}}={\overrightarrow {QR}}}                                                                                             |

## Tiên đề
Không gian afin thường được nghiên cứu bằng các công cụ tọa độ của hình học giải tích hoặc bằng các không gian vectơ tương đương. Nó cũng được nghiên cứu thông qua hình học tổng hợp (synthetic geometry) dựa trên các tiên đề, mặc dù cách tiếp cận này ít phổ biến hơn. Có một số hệ tiên đề khác nhau của không gian afin.
Coxeter (1969, tr. 192) tiên đề hóa hình học afin (trên trường số thực) như bằng hình học thứ tự (ordered geometry) cùng với dạng affine của định lý Desargues và một tiên đề nói rằng trong một mặt phẳng có nhiều nhất một đường thẳng đi qua một điểm không cắt một đường thẳng cho trước.
Mặt phẳng affine thỏa mãn các tiên đề sau (Cameron 1991, chapter 2):
(trong đó hai đường thẳng được gọi là song song nếu chúng không có điểm chung):
- Hai điểm bất kỳ nằm trên một đường thẳng duy nhất.
- Cho một điểm và một đường thẳng, có duy nhất một đường thẳng đi qua điểm đó và song song với đường thẳng kia
- Có ít nhất ba điểm không thẳng hàng.

Cũng giống như mặt phẳng affine trên các trường (hoặc vành chia), có nhiều mặt phẳng phi-Desargues thỏa mãn các tiên đề này. (Cameron 1991, chapter 3) đưa ra định nghĩa cho không gian affine nhiều chiều.

## Liên hệ với không gian xạ ảnh

Không gian affine là không gian con của không gian xạ ảnh, mà là thương với không gian vectơ.

Không gian affine là không gian con của không gian xạ ảnh: có thể thu được một mặt phẳng affine từ mặt phẳng xạ ảnh bất kỳ bằng cách bỏ đi một đường thẳng và mọi điểm nằm trên đường thẳng đó, và ngược lại bất kỳ mặt phẳng affine nào có thể dùng để xây dựng lên mặt phẳng xạ ảnh bằng cách thêm vào một đường thẳng nằm ở vô tận mà các điểm của nó tương đương với lớp các đường thẳng song song.
Hơn nữa, các phép biến đổi của không gian xạ ảnh bảo tồn không gian affine (một cách tương đương, giữ siêu phẳng ở vô tận bất biến như là một tập hợp) và giữ các phép biến đổi của không gian affine. Ngược lại, bất kỳ phép biến đổi tuyến tính affine nào cũng đều mở rộng duy nhất cho phép biến đổi tuyến tính xạ ảnh, do vậy nhóm affine là nhóm con của nhóm xạ ảnh. Ví dụ, phép biến đổi Möbius (các phép biến đổi đường thẳng xạ ảnh phức, hay mặt cầu Riemann) là affine (phép biến đổi của mặt phẳng phức) nếu và chỉ nếu chúng cố định điểm ở vô tận.
Tuy nhiên, không thể xạ ảnh hóa một không gian affine, do vậy không gian xạ ảnh không là không gian thương của không gian affine: ta chỉ có thể xạ ảnh hóa một không gian vectơ, do không gian xạ ảnh là gồm các đường thẳng đi qua một điểm cho trước, và không có điểm phân biệt trong không gian affine. Nếu chọn một điểm cơ sở (coi là không), thì một không gian affine trở thành không gian vectơ, mà do đó có thể xạ ảnh hóa, nhưng điều này đòi hỏi phải lựa chọn.